# Шувари
Шува́ри (рос. Шувары, ерз. Шувары) — село у складі Старошайговського району Мордовії, Росія. Входить до складу Старотерізморзького сільського поселення.
Населення — 357 осіб (2010; 431 у 2002).
Національний склад (станом на 2002 рік):
- росіяни — 92 %